# Sunriserörelsen
Sunriserörelsen är en grön folkrörelse som startades av ungdomar i USA 2017. Syftet är att kräva politiska åtgärder för att bromsa global uppvärmning och därefter lansera en Green New Deal.

## Mål
Sunriserörelsens mål är att få USA att övergå till förnybara energikällor, för att eliminera utsläpp av växthusgaser från elverk, transporter och jordbruk. Rörelsen  kräver också rätten till arbete som man kan försörja sig på.

## Historia
Sommaren 2013 tog  Evan Weber, Matthew Lichtash kontakt med Michael K. Dorsey vid Sierra Club och Wesleyan University och fick forskningspengar för att ta fram en klimatplan för USA. Denna plan blev en av hörnstenarna för Sunriserörelsen.
Sunrise grundades 2017 av Evan Weber, Varshini Prakash och Sara Blazevic De flesta medlemmar var i början studenter vid college eller universitet. Strax efter mellanårsvalet i USA 2018 ockuperade rörelsen den demokratiska senatorns Nancy Pelosi kontor med stöd av den nyvalda politikern Alexandria Ocasio-Cortez. Hösten 2019 deltog Sunriserörelsen i den globala klimatstrejken tillsammans med Fridays for future och många andra klimataktioner.

## Kritik
Sunriserörelsen avvisar Geologisk lagring av koldioxid eftersom tekniken inte är färdigutvecklad. De menar att fossilt bränsle måste ersättas inom tio år. Ledande vetenskapsmän menar att det inte räcker med sol- och vindkraft. För att klara 1,5°-målet behövs en mix av åtgärder.